# Fatoua villosa
Fatoua villosa là một loài thực vật có hoa trong họ Moraceae. Loài này được (Thunb.) Nakai mô tả khoa học đầu tiên năm 1927.

## Hình ảnh

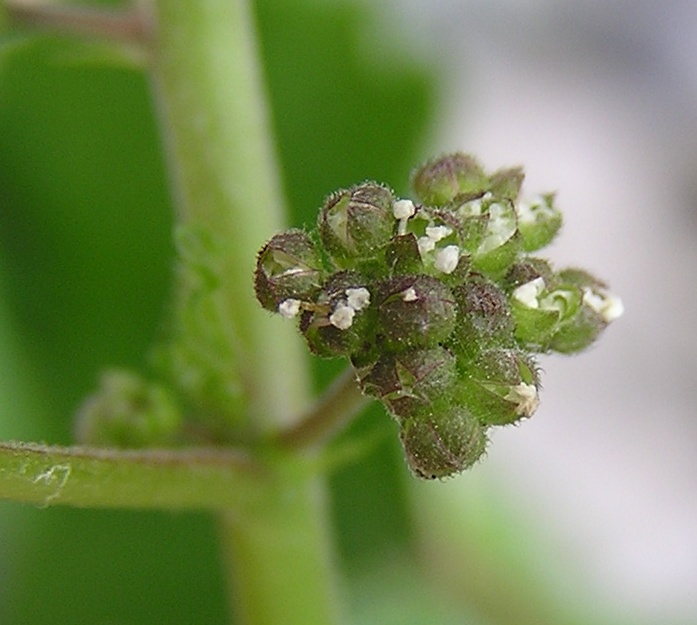
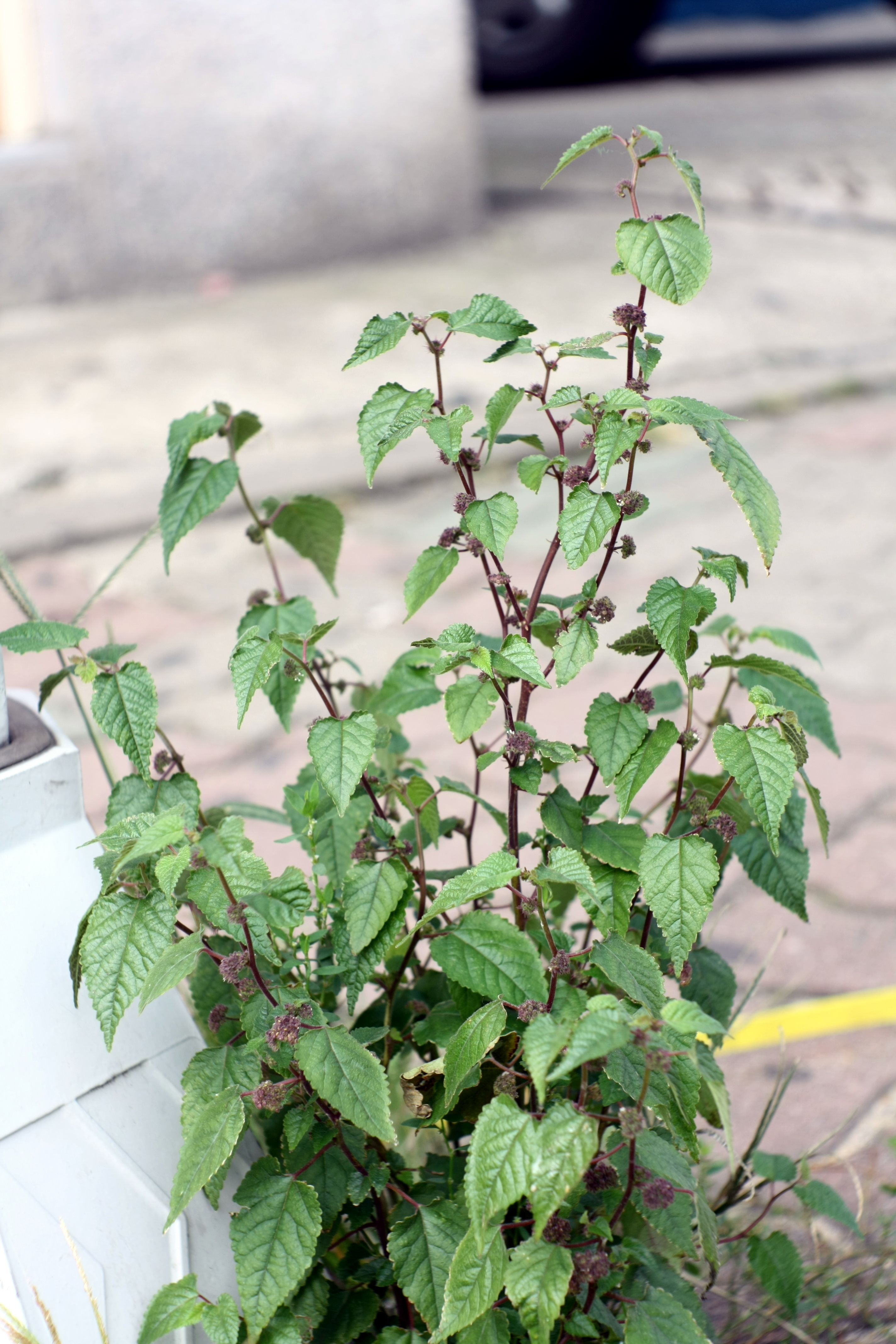